# Vladimir Solar
Vladimir Solar (Sveti Ivan Žabno, 31. srpnja 1941. – Lipik, rujan 2018.), bio je hrvatski liječnik. 

## Životopis
Vladimir Solar rođen je u Općini Sveti Ivan Žabno 1941. godine. Osnovnu školu pohađao je i svršio u rodnome mjestu, a u Bjelovaru pohađao je gimnaziju. Medicinski fakultet upisao je u Zagrebu 1960. godine gdje je i diplomirao 1965. godine. Nakon stažiranja u bjelovarskoj bolnici došao je u Lipik 25. siječnja 1967. godine na mjesto liječnika opće medicine. Do 1971. godine radio je u lipičkoj ambulanti, nakon čega otišao je na specijalizaciju iz opće medicine koju je svršio 1973. godine, a nakon toga nastavio je raditi u Lipiku. Prije početka Domovinskoga rata vršio je službu ravnatelja Medicinskoga centra Pakrac.
Dne 19. kolovoza 1991. godine pripadnici pobunjenih Srba oteli su ga s radnog mjesta iz pakračke bolnice, te odveli u logor Bučje. U logoru je bio podvrgavan različitim oblicima mučenja zajedno s dr. Ivanom Šreterom, koji je bio otet dan prije njega, 18. kolovoza 1991. godine. U logoru na Bučju dr. Solar zadržan je do 19. prosinca 1991. godine, a nakon toga prebačen je u logor Stara Gradiška. Tijekom boravka u logoru Stara Gradiška pružao je liječničku pomoć ostalim logorašima.
Razmijenjen je 6. veljače 1992. godine. U zatočeništvu dr. Solar bio je 171 dan. Nakon zatočeništva nastavio je raditi kao liječnik i radio je do umirovljenja, 2009. godine, u Lipiku. U Lipiku je bio aktivan na području javnoga i društvenoga života.
Umro je u Lipiku 2018. godine. Pokopan je 29. rujna 2018. godine na gradskome groblju u Lipiku.

## Poveznice
- Srpski koncentracijski logori u Domovinskome ratu

## Vanjske poveznice
- Vladimir Solar, osobnasjecanja.hr
- Prim. dr. Vladimir Solar, Logor u Staroj Gradiški. Pružanje liječničke pomoći zatvorenicima u logorskim uvjetima, hdlskl.hr
- Vladimir Solar  Arhivirana inačica izvorne stranice od 10. ožujka 2021. (Wayback Machine), Dogodilo se na današnji dan - Domovinski rat. Informativni portal o događajima iz Domovinskog rata, dogodilose.com